# Jacques Errera
Jacques Errera, född den 25 september 1896, död den 30 mars 1977, var en belgisk fysikalisk kemist.
Errera var specialiserad inom materiens molekylära sammansättning. Han var verksam vid Université Libre de Bruxelles (ULB). År 1938 belönades han med Francquipriset i exakta vetenskaper.